# 디메틸히드라진
디메틸히드라진(Dimethylhydrazine)은 분자식 C2H8N2를 갖는 두 가지 화합물의 이름이다. 이들은 다음과 같다.
- 비대칭디메틸히드라진(1,1-디메틸히드라진): 두 메틸기가 동일한 질소 원자에 결합되어 있다.
- 대칭디메틸히드라진 (1,2-디메틸히드라진): 각 질소 원자에 하나의 메틸기가 결합되어 있다.

## 같이 보기
- 모노메틸히드라진, 휘발성 히드라진 화학 물질

| Disambiguation icon | 이 문서는 명칭이 같은 여러 화합물을 연결하는 색인 문서입니다. |